# Dolichopeza (Nesopeza) melanosterna
Dolichopeza (Nesopeza) melanosterna is een tweevleugelige uit de familie langpootmuggen (Tipulidae). De soort komt voor in het Oriëntaals gebied.